# 库里翁

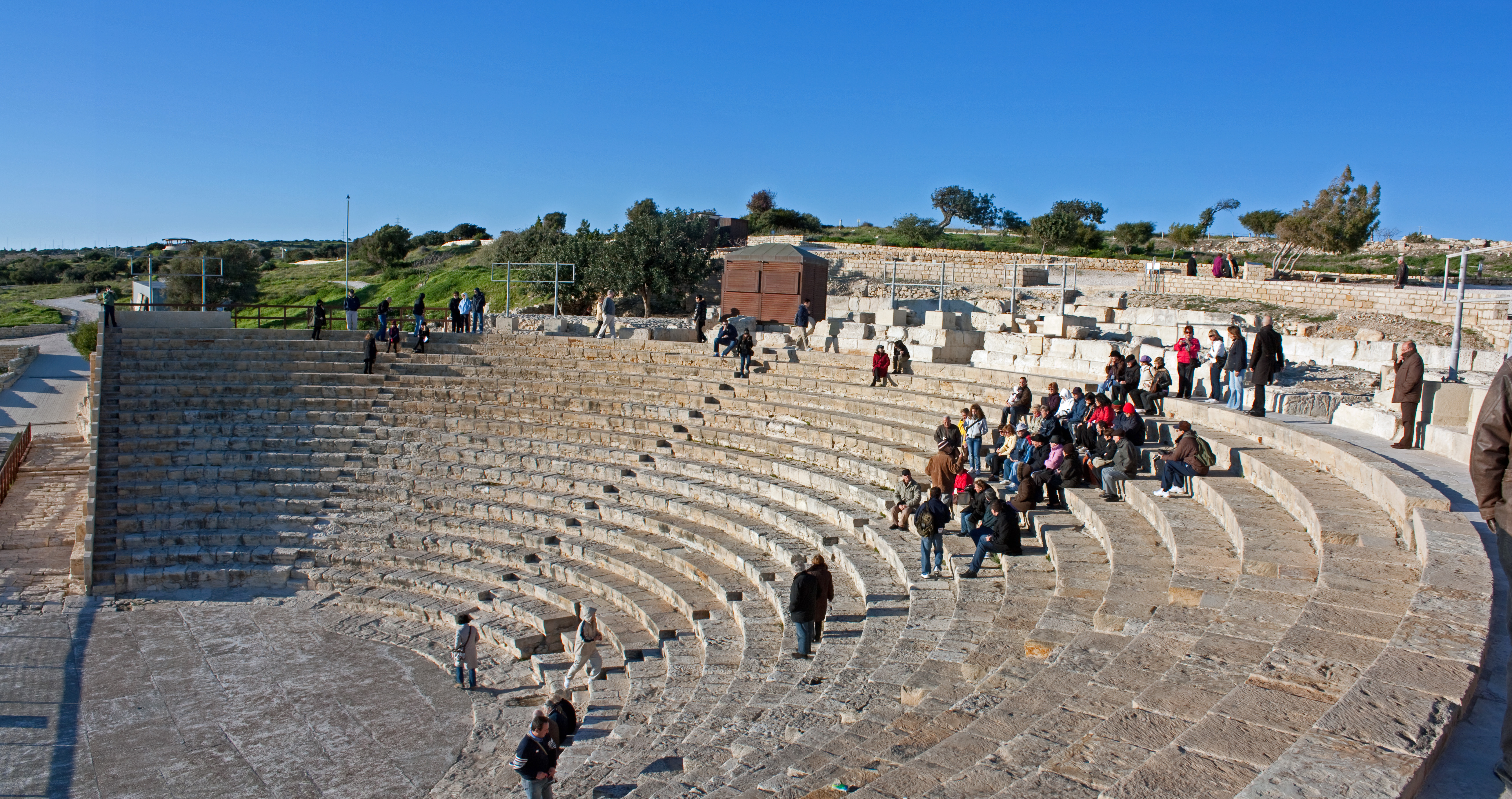
库里翁剧场

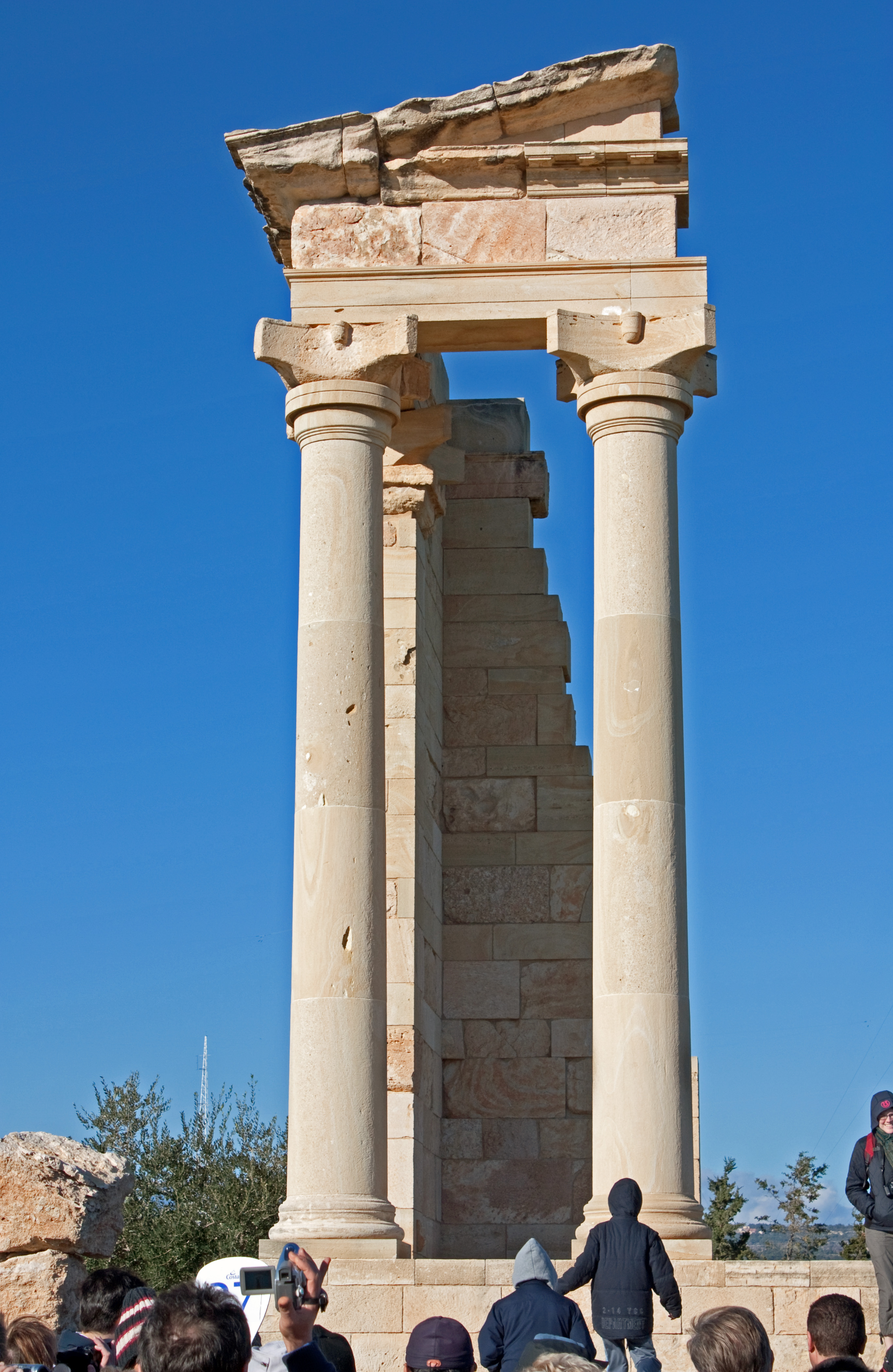
库里翁阿波罗神庙

库里翁，塞浦路斯古代城市，位于塞浦路斯岛南部海岸，历经希腊化时期至中世纪早期。7世纪，阿拉伯人入侵塞浦路斯，库里翁逐渐衰落并最终废弃。

## 遗址
库里翁遗址位于利马索尔区埃皮斯科皮附近。遗址内引人注目的地点包括广布的镶嵌艺术地面、公共浴池、大墓地、泉屋、角斗士场等。最壮观的则为古典式剧场。